# كلاوديو ميرلو
كلاوديو ميرلو (بالإيطالية: Claudio Merlo)‏ (7 يوليو 1946 في إيطاليا - ) هو مدرب كرة قدم ولاعب كرة قدم إيطالي في مركز الوسط. شارك مع منتخب إيطاليا تحت 23 سنة لكرة القدم ومنتخب إيطاليا لكرة القدم. أما مع النوادي، فقد لعب مع إنتر ميلان وفيورنتينا ونادي ليتشي.

## وصلات خارجية
- كلاوديو ميرلو على موقع قاعدة بيانات كرة القدم.إي يو (الإنجليزية)
- كلاوديو ميرلو على موقع ناشيونال فوتبول تيمز (الإنجليزية)
- كلاوديو ميرلو على موقع عالم كرة القدم.نت (الإنجليزية)
- كلاوديو ميرلو على موقع CONI honoured athlete website (الإيطالية)